# Allium gramineum
Allium gramineum — вид трав'янистих рослин родини амарилісові (Amaryllidaceae), поширений у східній Туреччині й Закавказзі.

## Поширення
Поширений у східній Туреччині й Закавказзі.